# أذينة مشرقية
أذينة مشرقية أو أذينة (الاسم العلمي: Phlomis orientalis) هو نوع نباتي يتبع جنس الأذينة من الفصيلة الشفوية.